# Rôle de la Géorgie dans la guerre en Afghanistan (2001-2014)

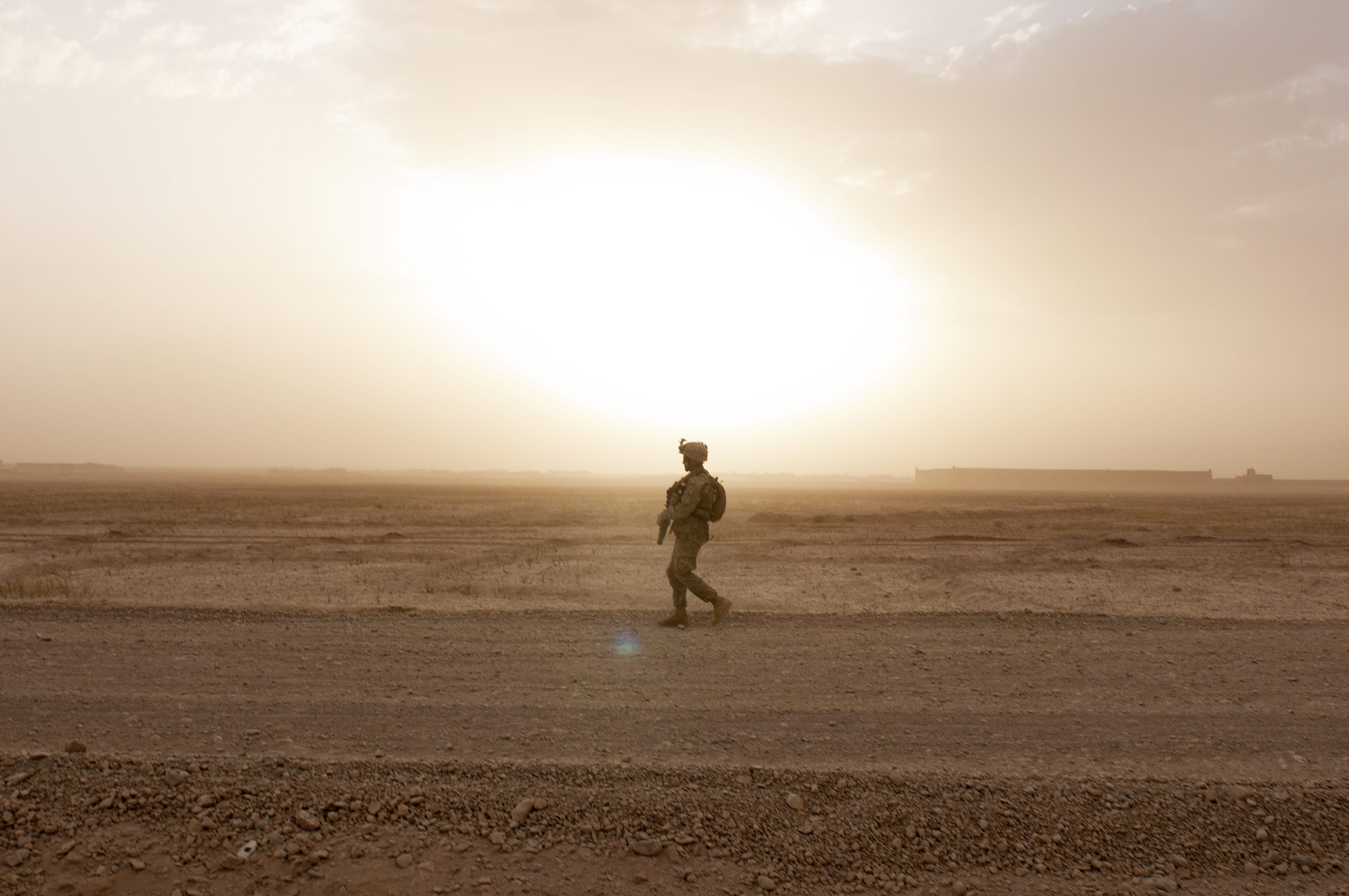
Un soldat géorgien du 31e bataillon d'infanterie légère géorgien recherche l'activité de l'ennemi lors d'une patrouille dans la province de Helmand le 16 avril 2012.

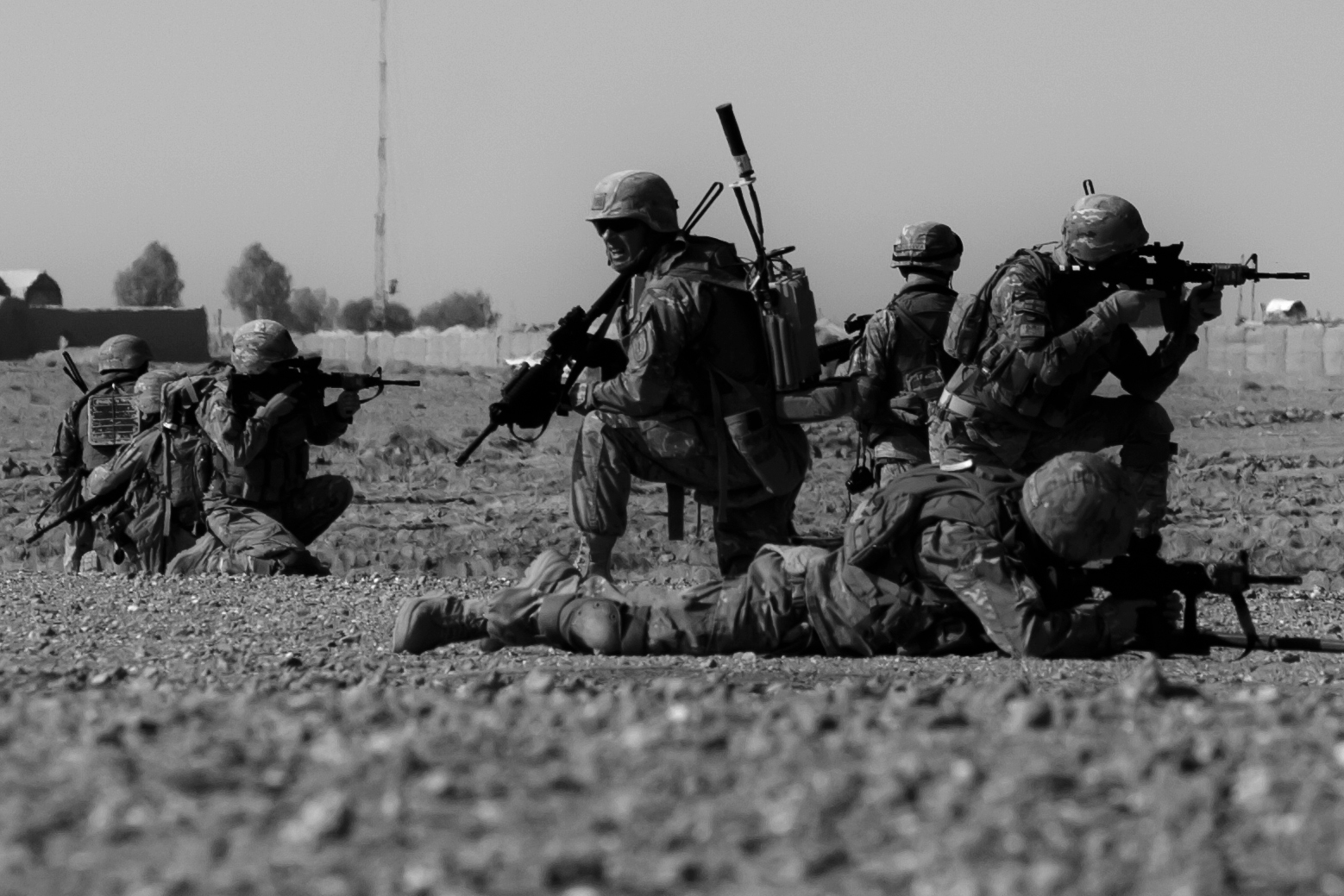
Des soldats géorgiens du bataillon d'infanterie légère de Batoumi assurent une protection à 360 degrés lors d'une patrouille près de la province de Helmand en novembre 2013.

La Géorgie a rejoint la guerre en Afghanistan en 2004, le pays est devenu le pays contributeur le plus important non-OTAN et le plus grand par nombre d'habitants de la Force internationale d'assistance et de sécurité en Afghanistan à la fin de 2012, avec plus de 1 560 personnes sur le terrain en mai 2013. Lors de son déploiement maximal, la Géorgie a fourni deux bataillons d'infanterie complets servant avec les forces américaines dans la province de Helmand. Depuis le début de leur mission, plus de 11 000 soldats géorgiens ont servi en Afghanistan.
La mission géorgienne à Helmand a pris fin en juillet 2014. En décembre 2014, la Géorgie a promis environ 750 soldats à la nouvelle mission de soutien, de formation, de conseil et d'assistance dirigée par l'OTAN en Afghanistan. À plusieurs reprises, le pays a également déployé une compagnie d'infanterie au service du contingent français à Kaboul, du personnel médical au sein de l'équipe provinciale de reconstruction de Lituanie à Chaghcharan et quelques officiers d'état-major.
Depuis 2010, 32 militaires géorgiens sont morts, tous dans la campagne Helmand, et 435 blessés, dont 35 amputés, en juillet 2014,.
En mai 2016, la Géorgie était le troisième contributeur, après les États-Unis et l'Allemagne, à la mission en Afghanistan. La pays avait 861 soldats au sol, déployés à Kaboul, à l'aérodrome de Bagram et au Camp Marmal à Mazâr-e-Charîf.

## Engagement initial (2004–2009)
La Géorgie, aspirant à adhérer à l'OTAN, rejoint les efforts de guerre de la coalition en Afghanistan en 2004, lorsque 50 militaires du 16e bataillon de montagne sont déployés pour une période de 100 jours sous le commandement allemand dans le cadre des efforts de sécurité lors de l'élection présidentielle afghane d'octobre 2004. En novembre 2007, le personnel médical géorgien rejoint l'équipe provinciale de reconstruction dirigée par la Lituanie à Chaghcharan, dans la province de Ghor, au centre de l'Afghanistan,.
Le 2 mars 2005, le ministre géorgien des Affaires étrangères Salomé Zourabichvili et le secrétaire général de l'OTAN Jaap de Hoop Scheffer signent un accord à Bruxelles concernant la fourniture du soutien de la Géorgie et le transit des forces de l'OTAN et du personnel de l'OTAN à destination de l'Afghanistan.

## Déploiement des troupes (2009-2014)

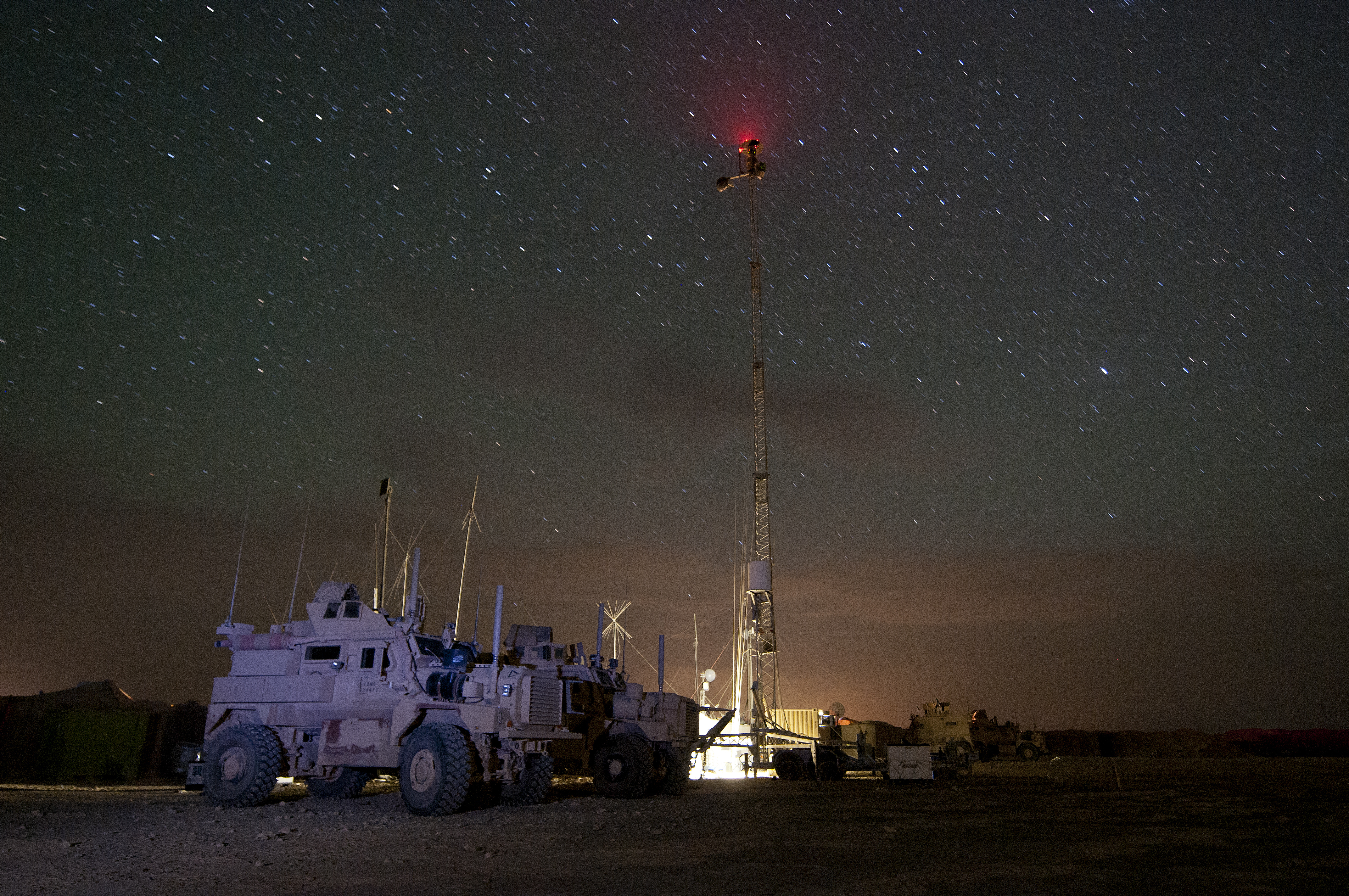
Les forces américaines et géorgiennes sur une base de patrouille dans la province de Helmand le 17 avril 2012.

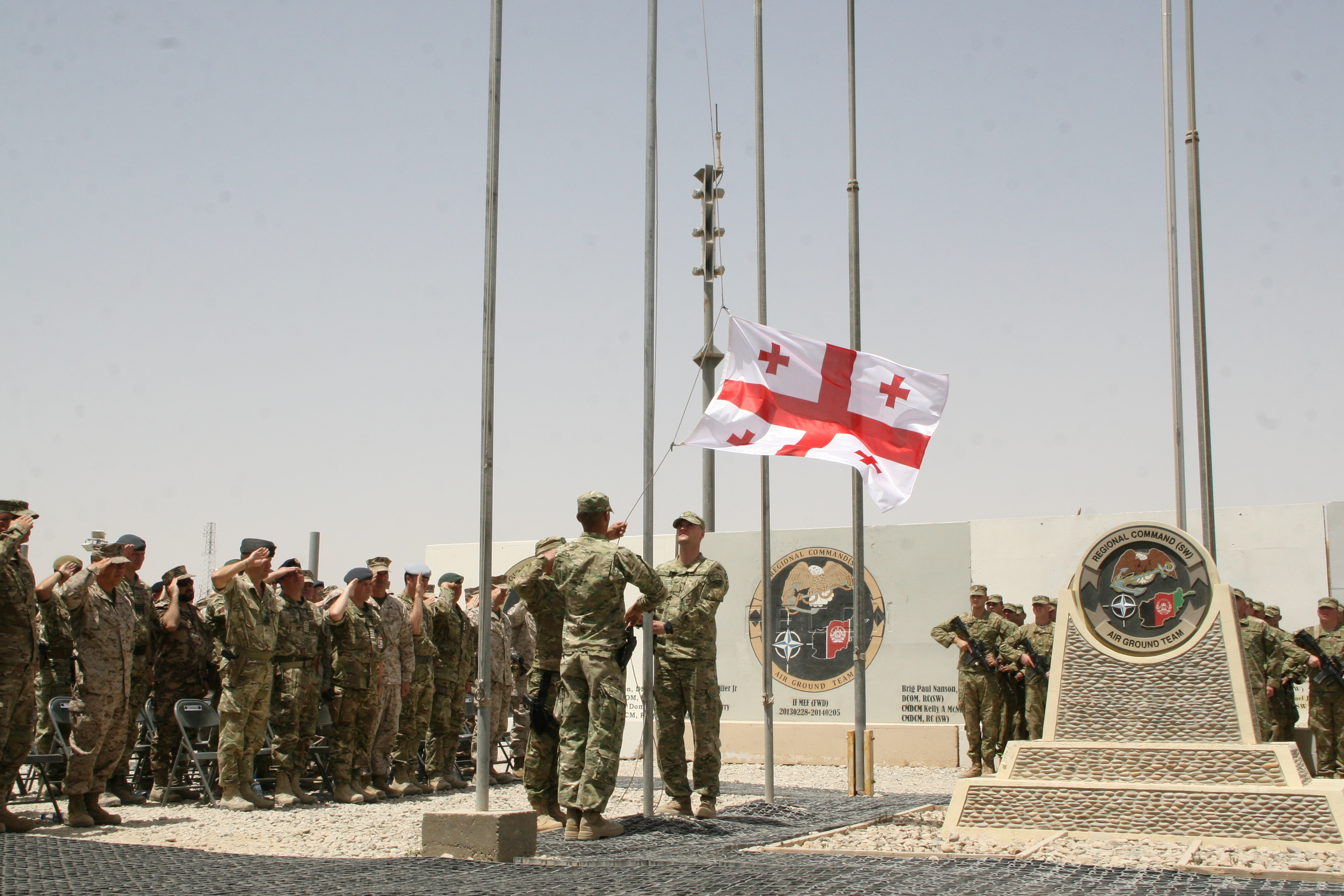
Le contingent géorgien termine sa mission dans la province de Helmand, en Afghanistan le 15 juillet 2014.

La Géorgie s'engage plus énergiquement dans la coalition en 2009, lorsque, le 16 octobre, une compagnie de 173 hommes du 23e bataillon, de la 2e brigade d'infanterie, est envoyée sous le commandement français au camp Warehouse à Kaboul. Avec le retrait prévu des Français d'Afghanistan, en juin 2013, cette unité, alors composée de 50 soldats, est redéployée au Camp Phoenix (en), entretenu par l'armée américaine et utilisée pour l'entraînement des militaires afghans.
La Géorgie augmente sa présence à un contingent de la taille d'un bataillon de 749 soldats déployés dans la province instable de Helmand (en), dans le sud de l'Afghanistan, pour servir avec les Marines américains en avril 2010, et doublé sa contribution à 1571 soldats en octobre 2012. Au-delà, des instructeurs d'artillerie géorgiens servent avec le contingent français dans la province de Kandahar d'avril 2011 à avril 2012, et deux officiers de liaison sont attachés à l'état-major turc à Kaboul de janvier 2010 à janvier 2011. Ainsi, en octobre 2012, la Géorgie devient l'un des principaux contributeurs non OTAN à l'opération de la FIAS, avec l'Australie, dont la contribution est en moyenne annuelle de 1 550.
Les troupes géorgiennes déployées en Afghanistan sont formées avec l'aide de l'armée américaine dans le cadre du "programme de déploiement de la Géorgie - Force internationale d'assistance à la sécurité" (GDP-FIAS), lancé en 2009, au Centre national de formation de Krtsanisi (en) en Géorgie et au Centre de préparation multinational à Hohenfels, en Allemagne,.
Le 15 juillet 2014, les troupes géorgiennes servant sous le commandement régional du sud-ouest (en) terminent leur déploiement de quatre ans dans la province de Helmand par une cérémonie de descente du drapeau au camp de Leatherneck. Une cinquantaine de soldats géorgiens continuent de servir à Kaboul et un bataillon spécial de montagne est déployé à Kandahar.

## Engagement post-2014
Le ministre géorgien de la Défense, Irakli Alassania, annonce en juillet 2014 que la Géorgie s'engage à déployer 750 soldats dans la mission non-combattante dirigée par l'OTAN après 2014 en Afghanistan, une unité de la taille d'une compagnie doit être déployée sous le commandement allemand à Mazâr-e-Charîf et le reste des troupes doit servir sous le commandement américain à Bagram. En octobre 2013, la Géorgie propose également à l'OTAN de dispenser une formation aux militaires afghans en Géorgie et sur le terrain en Afghanistan après le retrait prévu de la mission de combat de l'OTAN en 2014.

### Rotation des bataillons géorgiens depuis 2010
1. Avril 2010 - novembre 2010: 31e bataillon d'infanterie, 3e brigade d'infanterie.
2. Novembre 2010 - avril 2011: 32e bataillon d'infanterie, 3e brigade d'infanterie.
3. Avril 2011 - novembre 2011: 33e bataillon d'infanterie, 3e brigade d'infanterie.
4. Novembre 2011 - avril 2012: 31e bataillon d'infanterie, 3e brigade d'infanterie.
5. Avril 2012 - octobre 2012: 23e bataillon d'infanterie, 2e brigade d'infanterie.
6. Octobre 2012 - mars 2013: 12e bataillon d'infanterie, 1re brigade d'infanterie et 32e bataillon d'infanterie, 3e brigade d'infanterie.
7. Mars 2013 - octobre 2013: 33e bataillon d'infanterie, 3e brigade d'infanterie et 42e bataillon d'infanterie, 4e brigade d'infanterie[10].
8. Octobre 2013 - mars 2014: 31e bataillon d'infanterie, 3e brigade d'infanterie et bataillon séparé d'infanterie légère de Batoumi.
9. Mars 2014 - juillet 2014: 23e bataillon d'infanterie, 2e brigade d'infanterie, bataillon de renseignement de montagne et peloton renforcé, 13e bataillon d'infanterie, 1re brigade d'infanterie.
10. À partir de Septembre 2014: 51e bataillon d'infanterie légère, 5e brigade d'infanterie.

## Victimes

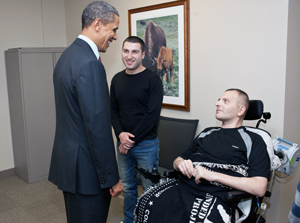
Le président américain Barack Obama rencontre Alex Tugushi en convalescence au Walter Reed National Military Medical Center le 10 mars 2012.

Le premier décès géorgien a lieu le 5 septembre 2010. Au total, 32 soldats géorgiens sont morts et environ 280 blessés en Afghanistan en août 2017. Le plus grand nombre de morts géorgiens dans un seul incident a lieu le 6 juin 2013, lorsqu'un camion chargé d'explosifs frappe un avant-poste de soldats géorgiens à Helmand, faisant 7 morts et 9 blessés. Le 30 septembre 2010, une explosion de mine tue quatre militaires, le plus haut gradé géorgien d'Afghanistan, le colonel Ramaz Gogiashvili est tué. La plus grande attaque contre la zone de responsabilité des forces géorgiennes a lieu le 14 mai 2013, lorsqu'un attentat-suicide avec un camion chargé d'explosifs se produit sur la base de la FIAS à Shir Ghazay, dans la province d'Helmand, explosion suivie d'une attaque par un groupe d'insurgés. Les Géorgiens tuent tous les intrus et sécurisent le secteur, trois soldats décèdent et 27 sont blessés dans l'explosion.
Le ministère de la Défense de Géorgie montre une certaine réticence à divulguer des informations sur des victimes non mortelles. Selon les informations obtenues auprès du ministère par l'Institut pour le développement de la liberté d'information, basé à Tbilissi, 23 militaires géorgiens sont blessés en 2010, 62 en 2011, 45 en 2012 et 4 autres au 30 janvier 2013. Le survivant le plus connu est le lieutenant-colonel très décoré Alex Tugushi, commandant du 31e bataillon d'infanterie, qui perd ses deux jambes dans une explosion en décembre 2011,,.

### Déroulement
- 5 septembre 2010 - Le premier lieutenant Mukhran Shukvani, commandant de compagnie du 31e bataillon d'infanterie, est tué à la suite de l'explosion d'un engin explosif improvisé[22],[23].
- 30 septembre 2010 - Quatre militaires du 31e bataillon d'infanterie, le colonel Ramaz Gogiashvili, le sergent Davit Tsetskhladze, le caporal Giorgi Kolkhitashvili et le caporal Nugzar Kalandadze ont été tués dans l'explosion d'une mine[23],[24].
- 21 février 2011 - Le caporal Giorgi Avaliani du 32e bataillon d'infanterie est tué dans la province de Helmand[23],[25].
- 5 mars 2011 - Le caporal Valeri Verskiani du 32e bataillon d'infanterie est mortellement blessé dans l'explosion d'une mine et décède le 14 mars 2011, dans un hôpital en Allemagne[23],[26].
- 24 mai 2011 - Le sergent junior Lavrosi Ivaniadze du 33e bataillon d'infanterie est tué dans l'explosion d'une mine[23],[27].
- 18 juin 2011 - Le soldat Gia Goguadze du 33e bataillon d'infanterie est mortellement blessé lors d'une attaque des insurgés[23],[28].
- 28 août 2011 - Le sergent junior Rezo Beridze du 33e bataillon d'infanterie est mortellement blessé lors d'une attaque des insurgés dans la province de Helmand[23],[29].
- 30 décembre 2011 - Le caporal Besik Niniashvili du 31e bataillon d'infanterie est tué dans l'explosion d'une mine[23],[30].
- 6 janvier 2012 - La caporale Shalva Pailodze du 31e bataillon d'infanterie est mortellement blessée lors d'une attaque des insurgés[23],[31].
- 21 février 2012 - Trois caporaux géorgiens du 31e bataillon d'infanterie, Valiko Beraia, Ruslan Meladze et Paata Kacharava, sont tués au combat dans la province de Helmand[23],[32].
- 24 avril 2012 - Le sergent Valerian Khujadze du 31e bataillon d'infanterie est tué dans l'explosion d'un engin explosif improvisé[23],[33].
- 26 juillet 2012 - Le caporal Givi Pantsulaia du 31e bataillon d'infanterie est décédé des suites de blessures subies à la suite de l'explosion d'un obus de mortier en Afghanistan en janvier 2012[23],[34].
- 10 octobre 2012 - Le caporal Mindia Abashidze du 32e bataillon d'infanterie est tué au combat[23],[35].
- 29 décembre 2012 - Le sergent Giorgi Kikadze du bataillon d'artillerie de la 2e brigade d'infanterie, porté disparu, est retrouvé mort, apparemment "capturé et abattu", dans la province de Helmand[23],[36].
- 13 mai 2013 - Trois militaires du 42e bataillon d'infanterie, le caporal Aleksandre Kvitsinadze, le sergent subalterne Zviad Davitadze et le caporal Vladimer Shanava, sont tués lors d'une attaque des insurgés contre la base de la FIAS à Shir Ghazay[1],[23].
- 6 juin 2013 - Sept militaires du 42e bataillon d'infanterie: le caporal Teimuraz Ortavidze, le caporal Giorgi Adamov, le soldat de première classe Zurab Gurgenashvili, le soldat Mikheil Narindoshvili, le soldat Boris Tsugoshvili, le soldat de première classe Zviad Sulkhanishvili et le soldat de première classe Giorgi Guchashvili, sont tués dans une attaque insurrectionnelle avec un camion piégé contre une base au sud de Shir Ghazay, 9 autres sont blessés[16],[23].
- 23 septembre 2015 - Le soldat de première classe Vasil Kuljanishvili du 43e bataillon d'infanterie est tué sur l'aérodrome de Bagram dans la province de Parwan lors d'une patrouille[37].
- 4 août 2017 - Le sergent junior Mdinari Bebiashvili, du 23e bataillon d'infanterie, est tué lors d'une attaque insurrectionnelle contre un convoi qui blesse également 3 autres soldats géorgiens[38].